# خوان دييغو مادريغال
خوان دييغو مادريغال (بالإسبانية: Juan Diego Madrigal)‏ (21 مايو 1987 بسان خوسيه في كوستاريكا - ) هو لاعب كرة قدم كوستاريكي في مركز الدفاع. شارك مع منتخب كوستاريكا لكرة القدم. أما مع النوادي، فقد لعب مع ديبورتيفو سابريسا ونادي فريدريكستاد وC.D. Barrio México ‏ ونادي كارتاهينيس وA.D. Municipal Liberia ‏ وسانتوس دي جوابيلز ‏.

## وصلات خارجية
- خوان دييغو مادريغال على موقع الاتحاد الدولي (مؤرشف)  (الإنجليزية)
- خوان دييغو مادريغال على موقع قاعدة بيانات كرة القدم.إي يو (الإنجليزية)
- خوان دييغو مادريغال على موقع ناشيونال فوتبول تيمز (الإنجليزية)
- خوان دييغو مادريغال على موقع Soccerway.com (الإنجليزية)